# 블레이드 러너 2099
《블레이드 러너 2099》(영어: Blade Runner 2099)는 아마존 프라임 비디오에서 2026년 방영 예정인 미국의 공상 과학 드라마이다. 영화 《블레이드 러너》와 영화 《블레이드 러너 2049》의 속편이다.